# Kułykiwka (rejon czernihowski)
Kułykiwka (ukr. Куликівка) – wieś na Ukrainie, w obwodzie czernihowskim, w rejonie czernihowskim, w hromadzie Tupycziw. W 2001 liczyła 523 mieszkańców, spośród których 513 wskazało jako ojczysty język ukraiński, 7 rosyjski, a 3 mołdawski.